# Topias Palmi
Topias Palmi (Tampere, 26 agosto 1994) è un cestista finlandese.

## Carriera
Con la Finlandia ha disputato i Campionati europei del 2022.

## Palmarès

### Squadra
- Campionato finlandese: 1

Tampereen Pyrintö: 2013-14
- Coppa di Finlandia: 1

Tampereen Pyrintö: 2013
- Coppa del Belgio: 1

Limburg: 2022

### Individuale
- Korisliiga MVP: 1

Joensuun Kataja: 2018-19